# Susanne Klatten
Susanne Hanna Ursula Klatten, nascida Susanne Hanna Ursula Quandt, (Bad Homburg, 28 de abril de 1962) é uma empresária alemã, filha de Herbert Quandt e Johanna Quandt a mulher mais rica daquele país. 
É considerada a pessoa mais rica da indústria automotiva. A alemã possui uma fortuna estimada em 14,3 bilhões de dólares, um aumento de 1,3 bilhão de dólares em relação a 2012. Em 2022 ocupa a 58.ª posição na lista geral de bilionários da Forbes e é a quarta pessoa mais rica da Alemanha.
Herdou após a morte de seu pai 50,1% de participação na Altana, empresa da qual integra o Conselho de Administração e ajudou a transformar em uma corporação de classe mundial listada no "Top 30" da DAX. Herdou também 12,5% da BMW, empresa da qual integra o Conselho de Administração desde 1997 junto com seu irmão Stefan Quandt.
Casou com Jan Klatten em 1990 e tem três filhos.